# Citerne
Citerne là một xã ở tỉnh Somme, vùng Hauts-de-France, Pháp.

## Địa lý
Thị trấn này tọa lạc trên đường D53, in the về phía tây của the departement, khoảng 12 dặm Anh về phía nam của Abbeville.

## Dân số
| 1962                                                           | 1968 | 1975 | 1982 | 1990 | 1999 |
| -------------------------------------------------------------- | ---- | ---- | ---- | ---- | ---- |
| 309                                                            | 313  | 301  | 287  | 279  | 262  |
| Số liệu điều tra dân số từ năm 1962, dân số không tính hai lần |      |      |      |      |      |

## Địa điểm nổi bật

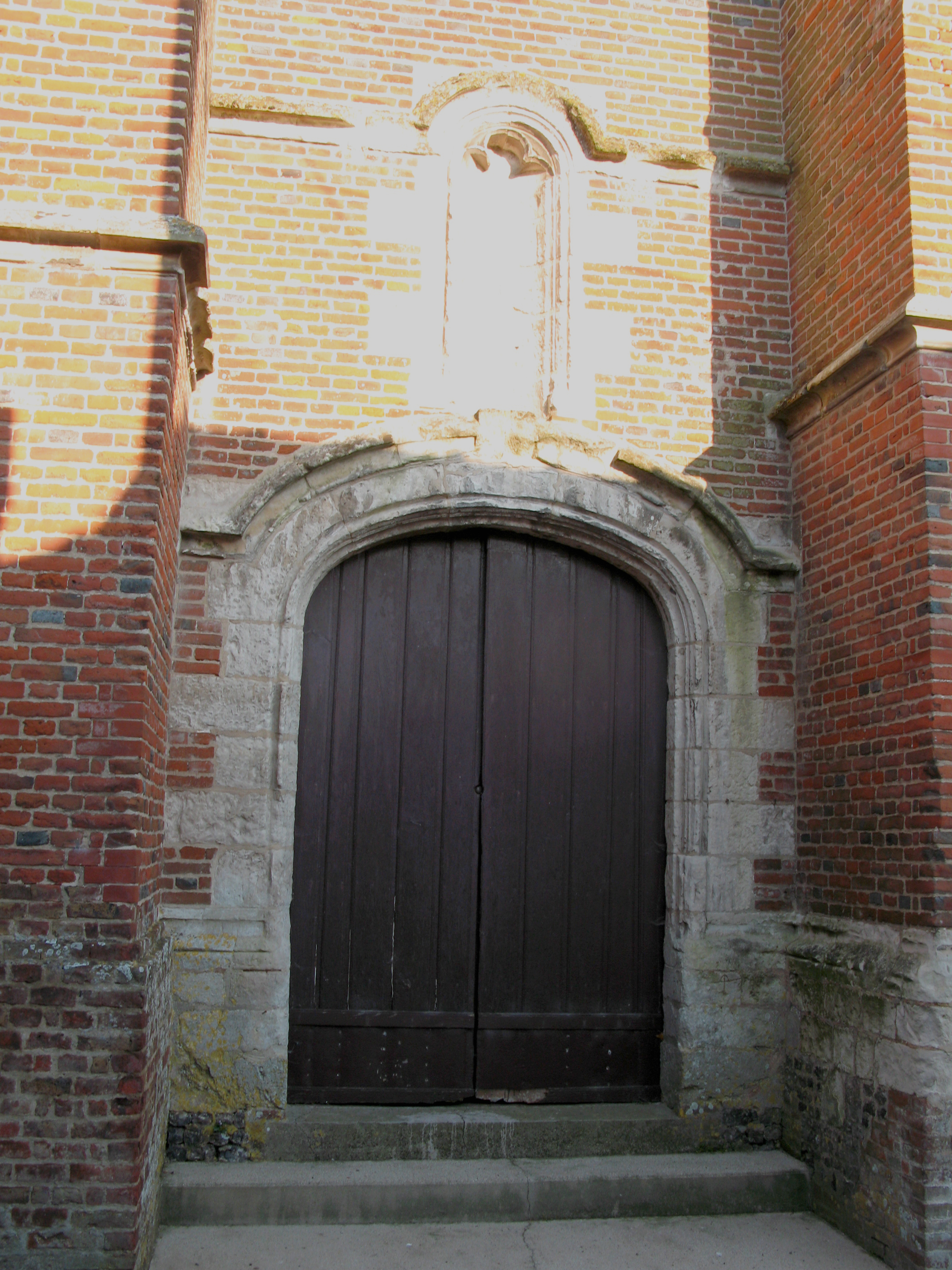
Nhà thờ

- Đài tưởng niệm chiến tranh [1]
- Nhà thờ'